# Boudierella
Boudierella — рід грибів родини Pyronemataceae. Назва вперше опублікована 1897 року.

## Класифікація
До роду Boudierella відносять 2 види:
- Boudierella cana
- Boudierella coronata